# Helius subreticulatus
Helius subreticulatus là một loài ruồi trong họ Limoniidae. Chúng phân bố ở miền Australasia.